# Sciades changi
Sciades changi là một loài bọ cánh cứng trong họ Cerambycidae.